# 長正寺
長正寺（ちょうしょうじ）は、広島県福山市吉津町にある日蓮宗の寺院。山号は高光山。旧本山は大本山本圀寺（六条門流）、親師法縁。

## 歴史
慶長年間（1600年頃）、正行院日具が創建。承応元年（1652年）、妙了院日達比丘尼と福山藩水野家家老上田直重の子、上田陣之丞（法号、俊光院殿道智日照居士）によって兵庫県尼崎市より現在地へ移転した。昭和20年（1945年）の福山大空襲では焼失を免れた。昭和54年（1979年）現在の本堂が完成した。

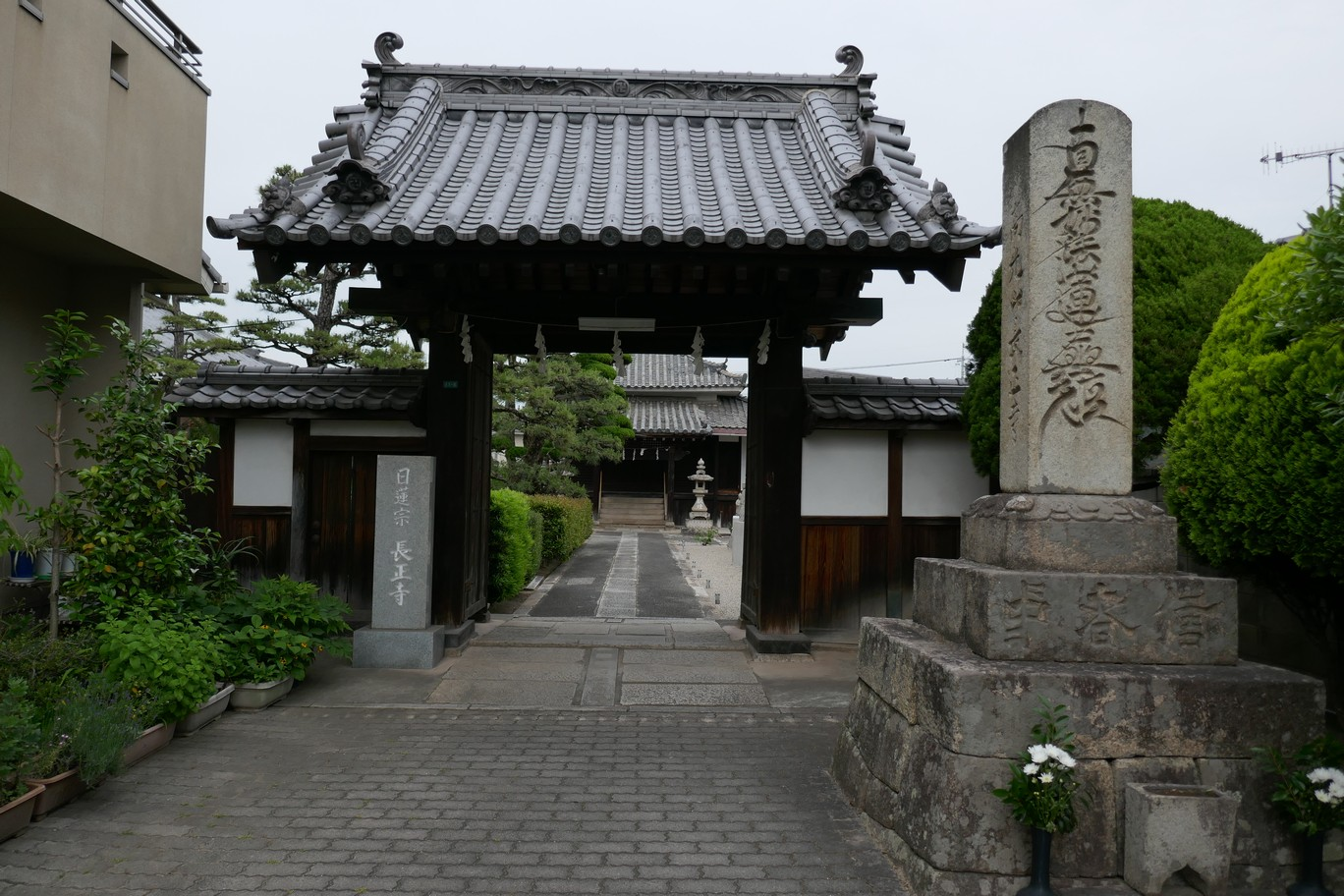
山門（奥に見えるのが妙見堂）

## 参考資料
- 日蓮宗寺院大鑑編集委員会『宗祖第七百遠忌記念出版 日蓮宗寺院大鑑』大本山池上本門寺 (1981年)

## 公式サイト
- 公式ウェブサイト

座標: 北緯34度29分45.9秒 東経133度22分4秒 / 北緯34.496083度 東経133.36778度